# Präsidenkonvent der lettischen Damenverbindungen

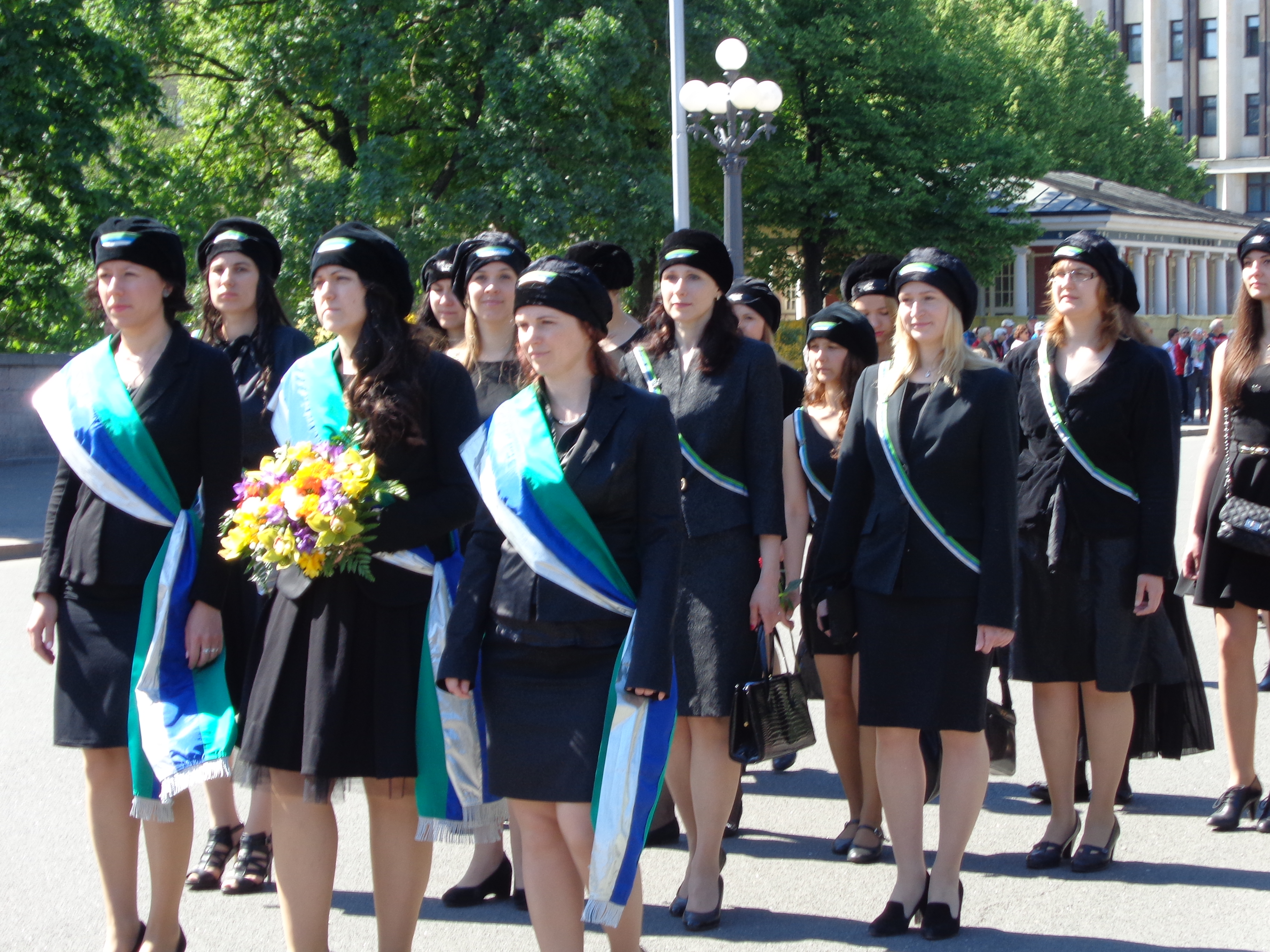
Gundega im Zug zum Freiheitsdenkmal (2014)

Der Studentinnen-Präsidenkonvent ist der Korporationsverband der  lettischen Damenverbindungen in Riga und New York City.  

## Geschichte
Daugaviete, Gundega, Dzintra und Imeria gründeten den Studenšu Prezīdiju Konvents (S!P!K!) am 2. Dezember 1924. Die Universität Lettland bestätigte seine Statuten am 19. Januar 1927.
Hinzu traten Selga, Gaujmaliete, Varavīksne, die Sororitas Tatiana und Aurora. Aus der Zusammenarbeit des S!P!K! mit der Vereinigung der  Damenphilister (Studenšu Korporāciju Filistru Biedrību Savienība, S!K!F!B!S!) entstand 1936 der Ausschuss der Damenverbindungen. 
In der  Lettischen Sozialistischen Sowjetrepublik verboten, wurde der S!P!K! am 27. August 1948 in Eßlingen am Neckar wiedergegründet.  Am 31. Oktober 1949 renoncierten bei ihm Spīdola, Zinta und Staburadze. Sie wurden am 15. September 1954 vollwertige Mitglieder des S!P!K!.
Am 25. Juni 1954 wurde der S!P!K! mit neuen Statuten im amerikanischen Exil wiedergegründet. 1971 umfasste er zwölf Damenverbindungen mit 2.300 Mitgliedern. Begünstigt von der Perestroika, rekonstituierten am 6. Oktober 1990 acht Verbindungen in Riga. Ihnen folgten die in Deutschland gegründeten Spīdola, Zinta und Staburadze sowie Aurora und Līga. Seither bestehen zwei Konvente lettischer Damenverbindungen, einer in New York City und einer in Lettland. 
Von 1932 bis 1940 gab der S!P!K! das  Magazin Universitas mit dem Präsidenkonvent heraus. Seit 1954 liegt die Herausgeberschaft bei ihr und der Vereinigung lettischer Damenverbindungen (Latvijas Korporāciju Apvienība). Von 1927 bis 1940 stellte der S!P!K! einen Chor, der in den 1990er Jahren in Lettland neu erstand.   
Der Amtssitz des S!P!K! sind das Korporationshaus oder die Räumlichkeiten der jeweils präsidierenden Verbindung.

## Rigaer Damenverbindungen
Nach Anciennität geordnet
| Name                   | Sitz                          | Farben                  | Wappen | Voll-wappen | Zirkel | Gründung      | Neugründung in Riga | Wahlspruch | Anmerkungen                                                    |
| ---------------------- | ----------------------------- | ----------------------- | ------ | ----------- | ------ | ------------- | ------------------- | --- | -------------------------------------------------------------- |
| S!k!Daugaviete         | Riga, Polytechnikum Riga      | violett-grün-gold       |        |             |        | 6. Nov. 1921  | 27. Nov. 1989       | Pars pro toto! Par taisnību, daiļumu un visu cēlu! Patientia vincit omnia                                               |                                                                |
| S!k!Gundega            | Riga, Universität Lettlands   | grün-blau-silber        |        |             |        | 29. Nov. 1923 | 29. Nov. 1989       | Dailei, tautietei. In necessariis unitas, in dubiis libertas, in omnibus caritas                                        |                                                                |
| S!k! Dzintra           | Riga, Universität Lettlands   | orange-grün-hellblau    |        |             |        | 20. Mai 1924  | 12. Okt. 1989       | Fidei et veritati |                                                                |
| S!k! Imeria            | Riga, Universität Lettlands   | braun-hellblau-gold     |        |             |        | 19. Nov. 1924 | 12. Apr. 1990       | Tautietei - zinātnei. Viena par visām un visas par vienu.                                                               |                                                                |
| S!k! Selga             | Riga, Universität Lettlands   | gelb-blau-silber        |        |             |        | 17. Feb. 1927 | 13. Apr. 1990       | Veido sevi Tēvijai, darbam, dailei, zinātnei!                                                                           |                                                                |
| S!k! Gaujmaliete       | Riga, Universität Lettlands   | weiß-blau-gold          |        |             |        | 22. März 1927 | 23. Jan. 1990       | Skaidru sirdi, modru garu! Cordi, animae, intellectui Anima candidissima, gratia iucundissima, humanitas profundissima. |                                                                |
| S!k! Varavīksne        | Riga, Universität Lettlands   | blau-gold-violett       |        |             |        | 25. Nov. 1927 | 29. Nov. 1989       | Darbam, dailei, vienībai! Vitam impendere vero!                                                                         |                                                                |
| S!k! Līga              | Riga, Lettische Musikakademie | braun-rosa-gold         |        |             |        | 4. März 1928  | 7. Apr. 1990        | Par mākslu, draudzeni, tēviju!                                                                                          |                                                                |
| S!k! Sororitas Tatiana | Riga, Universität Lettlands   | hellgrün-blau-rosa      |        |             |        | 17. Jan. 1932 | 10. Dez. 1990       | Pro veritate, cultura et unitate                                                                                        |                                                                |
| S!k! Aurora            | Riga, Universität Lettlands   | gold-blau-purpur        |        |             |        | 8. Mai 1933   | Juni 1992           | Vienoti Tēviju ziedonī celt. Censonēm ilgoties nepabeigt, ar darbu zinību kalngalos steigt.                             | inaktiv                                                        |
| S!k! Spīdola           | Riga                          | gelb-violett-weiß       |        |             |        | 11. März 1947 | 24. Juli 1991       | Concordia nostra perpetua sit                                                                                           | gegründet an der Baltischen Universität, Pinneberg (1947–1949) |
| S!k! Zinta             | Riga                          | dunkelblau-schwarz-grün |        |             |        | 21. Apr. 1947 | 10. Aug. 1992       | Vitam impendere vero | gegründet an der Baltischen Universität, Pinneberg (1947–1949) |
| S!k! Staburadze        | Riga                          | rot-silber, dunkelblau  |        |             |        | 2. Sep. 1947  | 25. März 1993       | Patriae, fidei, perseverantiae                                                                                          | gegründet in München                                           |

## Weblinks

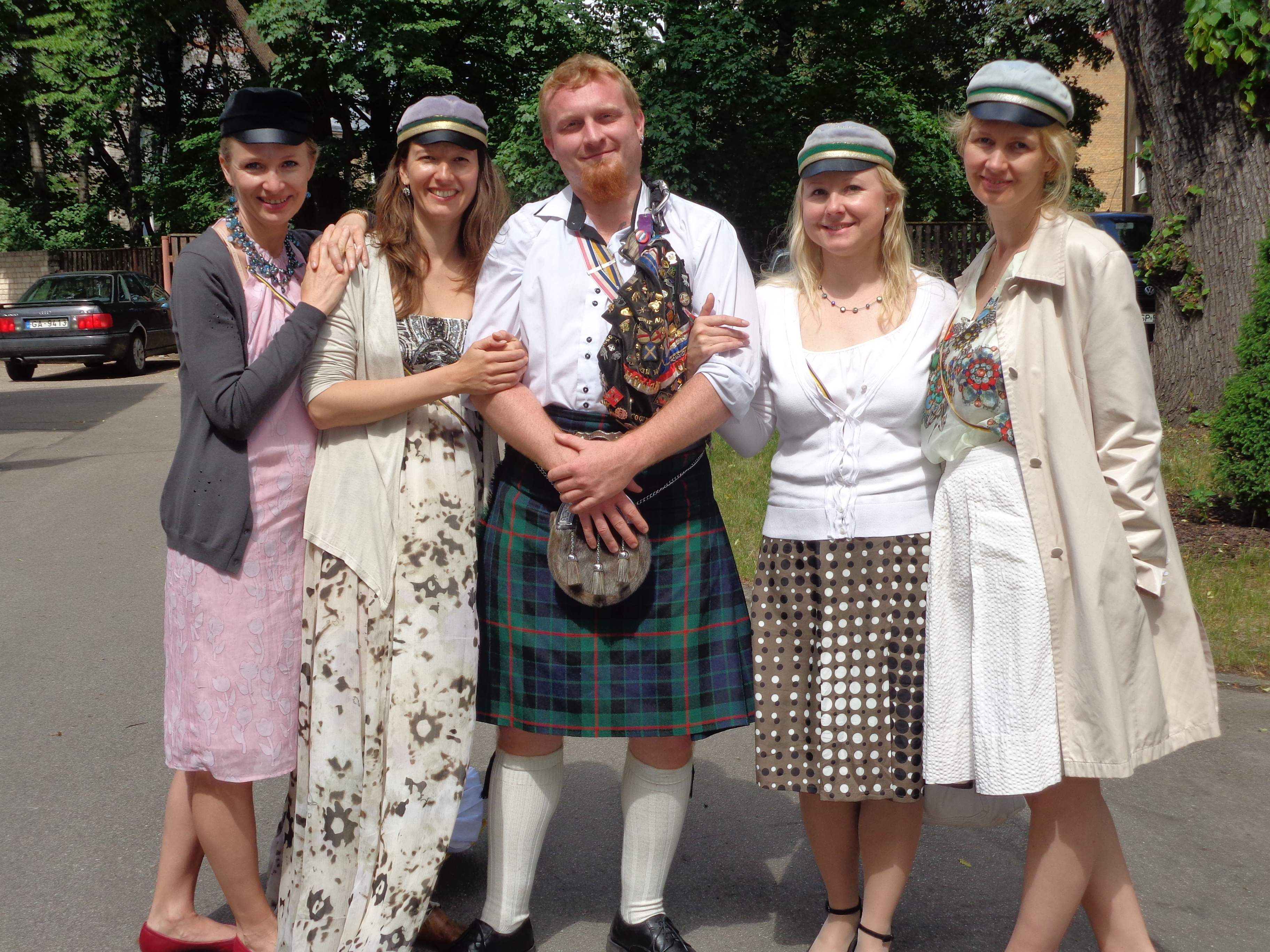
51. Baltischer Völkerkommers (2014)